# Alois-Drasche-Park

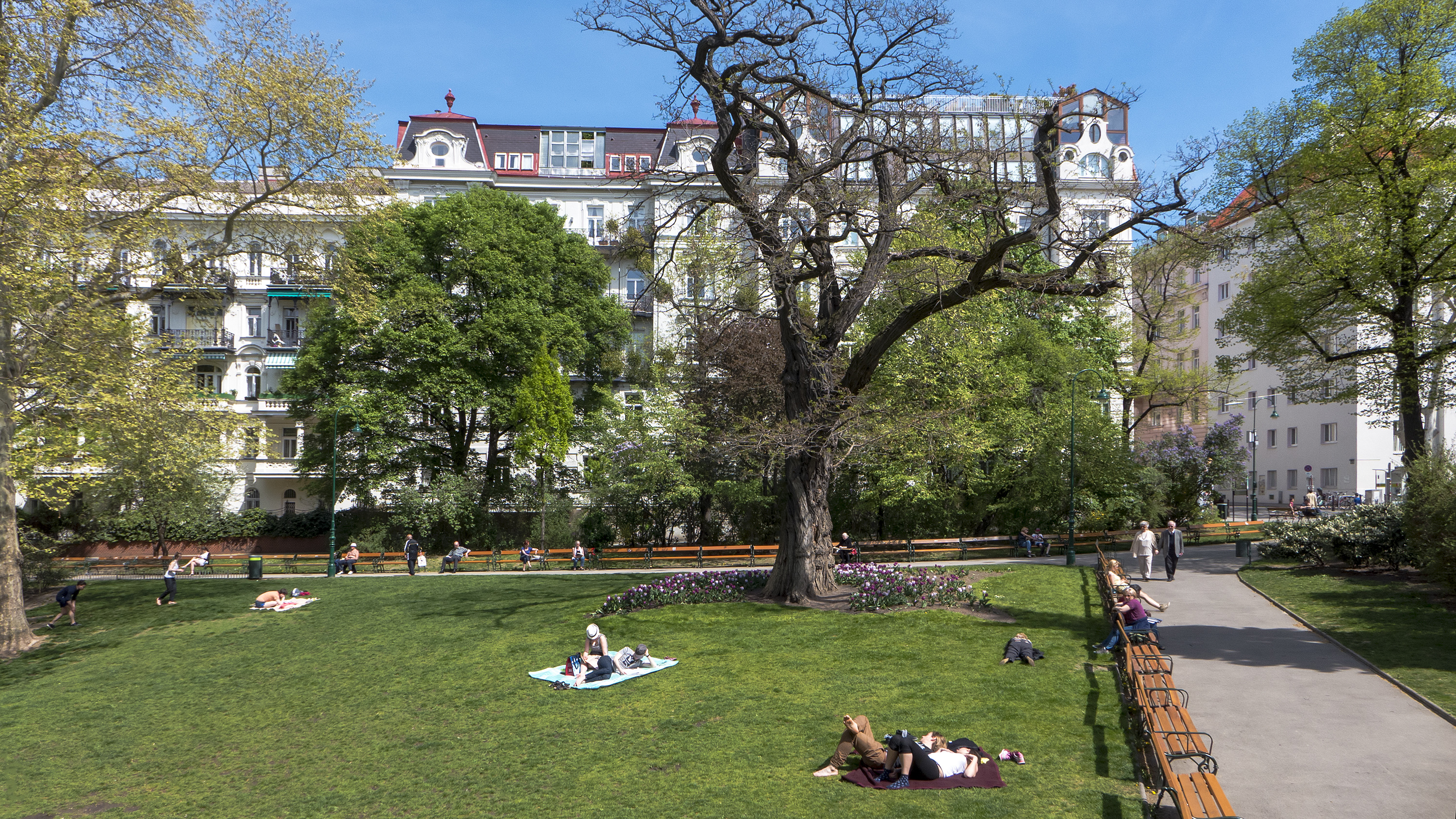
Der Alois-Drasche-Park

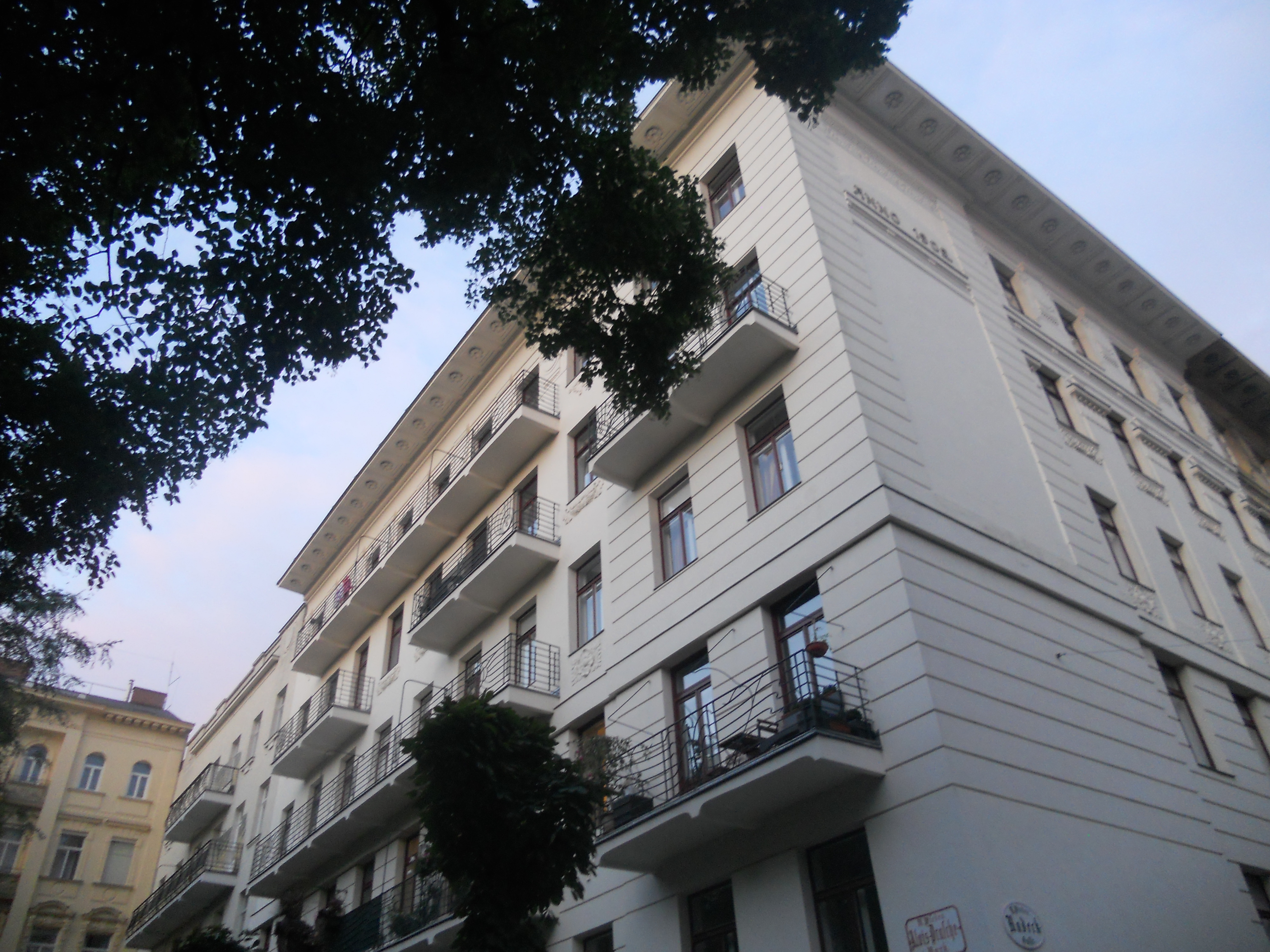
Alois-Drasche-Park 9 / Radeckgasse 1–3, Mietwohnhaus, erbaut 1902 von Otto Wagner junior

Der Alois-Drasche-Park im 4. Wiener Gemeindebezirk, Wieden, ist eine nach dem Tuchfabrikanten und Wiedner Wohltäter Alois Drasche († 1892) benannte, 1,6 Hektar große, verkehrsfreie Parkanlage in der Nähe des Wiedner Gürtels. Der Park wird von gehobenen Mietwohnhäusern späthistoristischen und sezessionistischen Charakters gesäumt, die Felix Czeike ebenso wie Friedrich Achleitner als von unterschiedlicher architektonischer Qualität bezeichnete.
Das Viertel um den Park, das ehemalige Blecherne-Turm-Feld, wurde kurz vor 1900 parzelliert. 1898 wurde amtlich der Alois-Drasche-Platz benannt, 1899 wurde die Benennung auf Park geändert. Man hatte sich nämlich – eine Besonderheit für Wien – in der Stadtverwaltung entschlossen, zwischen den direkt am Park zu bauenden Häusern und der Grünanlage keine Fahrbahnen vorzusehen, die querenden Gassen beim Park zu unterbrechen und den Park zur Gänze verkehrsfrei zu halten. Diese Häuser grenzen rückseitig an den Park an und sind über andere Gassen zugänglich.
Für die angrenzenden Häuser wurden zusätzlich zu ihren Hauptadressen die Identadressen Alois-Drasche-Park 1 bis 18 vergeben, die Nummerierung beginnt im Norden an der Ecke Seisgasse und erfolgt, wie bei Plätzen in Wien üblich, im Uhrzeigersinn. Der südwestliche Außenrand der Parkumbauung (Blechturmgasse) bildet die Grenze des 4. zum 5. Bezirk. Nächstgelegene Haltestellen öffentlicher Verkehrsmittel sind die unterirdische Station Blechturmgasse der Straßenbahnlinie 18 und die Haltestelle Rainergasse der Autobuslinie 13A.
Die bekanntesten hier tätigen Architekten waren Otto Wagner junior und Carl Holzmann. Von Wagner jun. stammten die Entwürfe zu den Häusern Nr. 8 (Schelleingasse 46; Baujahr 1902) und Nr. 9 (Radeckgasse 1; Baujahr 1902) sowie die benachbarten Häuser Johann-Strauß-Gasse 42 (Baujahr 1904) und Schelleingasse 44 (Baujahr 1904). Holzmann entwarf die Häuser Nr. 6 und Nr. 7 (Johann-Strauß-Gasse 36 und 38).
Die unmittelbar an den Park angrenzenden Häuserblöcke sind gemeinsam mit ein paar anderen Häusern in der Blechturmgasse, der Johann-Strauß-Gasse und der Schönburggasse zu der von der Stadt Wien definierten baulichen Schutzzone Draschepark zusammengefasst.
Der bürgerlich-ruhige Park im gründerzeitlichen Kerngebiet der Stadt sollte nicht verwechselt werden mit dem Draschepark in Wien-Liesing, einer peripher gelegenen und durch eine Stadtautobahn (Knoten Inzersdorf) beeinträchtigten Grünanlage.